# Pleslin-Trigavou
Pleslin-Trigavou település Franciaországban, Côtes-d’Armor megyében. Lakosainak száma 4043 fő (2022. január 1.). Pleslin-Trigavou Taden, Languenan, Plouër-sur-Rance, Tréméreuc, Pleurtuit és Beaussais-sur-Mer községekkel határos.

## Népesség
A település népességének változása:
| Lakosok száma | 3419 | 3524 | 3650 | 3627 | 3699 | 3775 | 3867 | 3955 | 4043 |
|               | 2013 | 2015 | 2016 | 2017 | 2018 | 2019 | 2020 | 2021 | 2022 |